# Jo Kanazawa
Jo Kanazawa (金沢 浄, Kanazawa Jo) est un footballeur japonais né le 9 juillet 1976. Il évolue au poste de défenseur.

## Palmarès
- Champion du Japon en 1999 et 2002 avec le Júbilo Iwata
- Vainqueur de la Coupe de la Ligue japonaise en 2004 et 2009 avec le FC Tokyo, en 2010 avec le Júbilo Iwata
- Finaliste de la Coupe de la Ligue japonaise en 2001 avec le Júbilo Iwata
- Vainqueur de la Coupe Suruga Bank en 2011 avec le Júbilo Iwata